# Macrostomum phillipsi
Macrostomum phillipsi är en plattmaskart. Macrostomum phillipsi ingår i släktet Macrostomum och familjen Macrostomidae. Inga underarter finns listade i Catalogue of Life.